# 黑虎泉
黑虎泉位于山东省济南市历下区趵突泉街道环城公园东南隅（原济南内城东南护城河外侧），隔河北与解放阁相对，为金代《名泉碑》、明代晏璧《七十二泉诗》和清代郝植恭《七十二泉记》所著录的济南七十二名泉之一，亦作为黑虎泉泉群的主泉列入2004年4月评选的新七十二名泉中。该泉群沿南护城河两岸分布，东起解放阁，向西延伸约700米，共有14处泉池，为济南第二大泉群。
黑虎泉一名最早见于金代《名泉碑》，《历乘》亦载黑虎泉自“崖下水出，汇为一池，汩汩有声，流入城壕，其清可鉴眉须。”关于其名来源有多种说法，较为普遍的说法认为泉源出于悬崖下深凹的洞穴，中有一巨石盘曲伏卧，因遍生苔藓而显苍黑，状如猛虎深藏，泉水从巨石下涌出，激湍撞击，水声轰鸣，状若虎啸，再加上每逢夜半风扑洞中，伴随泉水喷涌更壮其声，故称黑虎泉。
明代嘉靖年间曾在洞穴上方建有黑虎庙，后颓圮，清代修砌石池时改以石雕虎头引水。1931年8月泉池再次扩建，除扩大、加深外四周砌以石壁及短墙，并增为三个虎头喷水。1985年在环城公园整修时又增设了观赏泉水的亭台，供游人凭栏赏看泉涌及周边景色。
该泉泉水标高27.88米，泉水从高2米、宽1.5米、深3米的洞穴岩孔中涌出，继而从并列的三个石雕虎头中喷入长13米、宽9米的石砌方池，最后通过池北岸的水闸泻入护城河，形成一道蔚为壮观的白色水帘。在济南七十二名泉中其涌水量仅次于趵突泉，其喷涌状态与趵突泉同为反映济南地下水位变化的晴雨表。

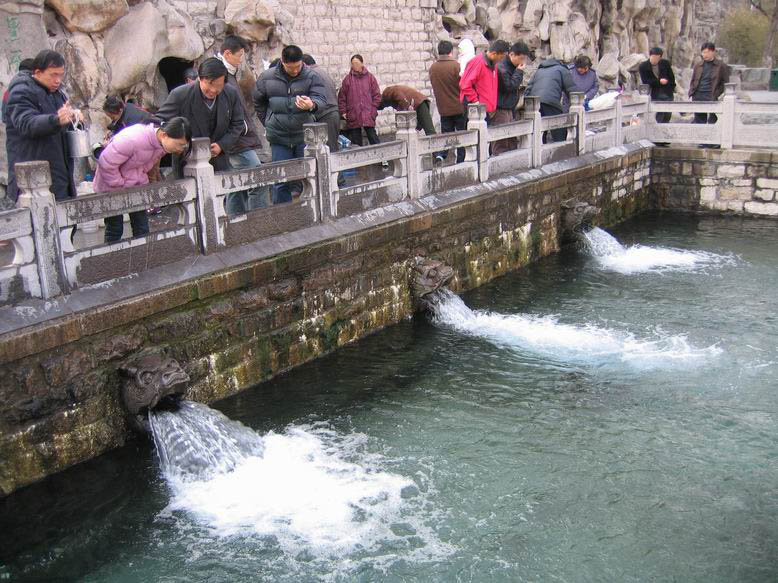
黑虎泉泉池
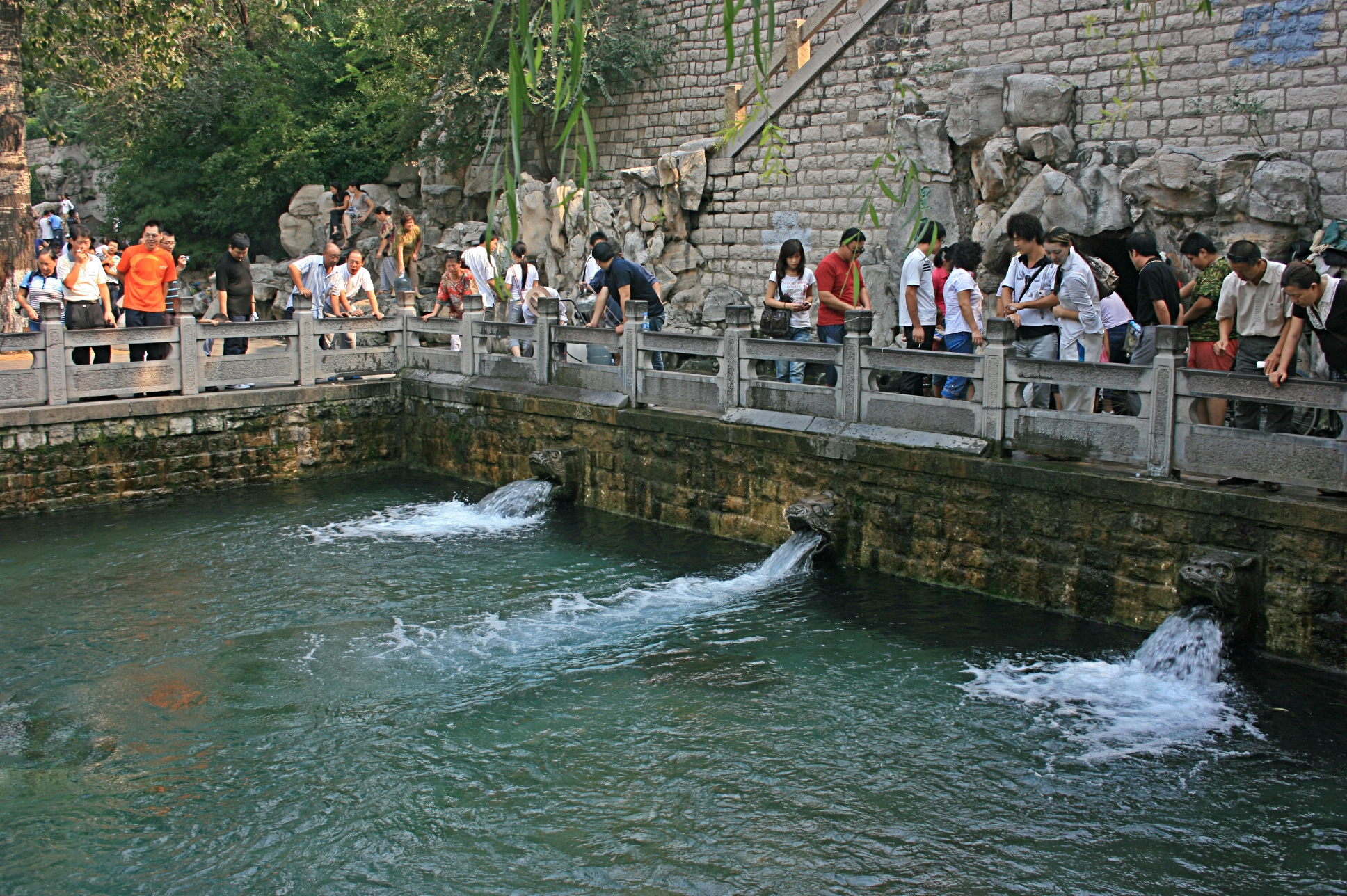
黑虎泉泉池
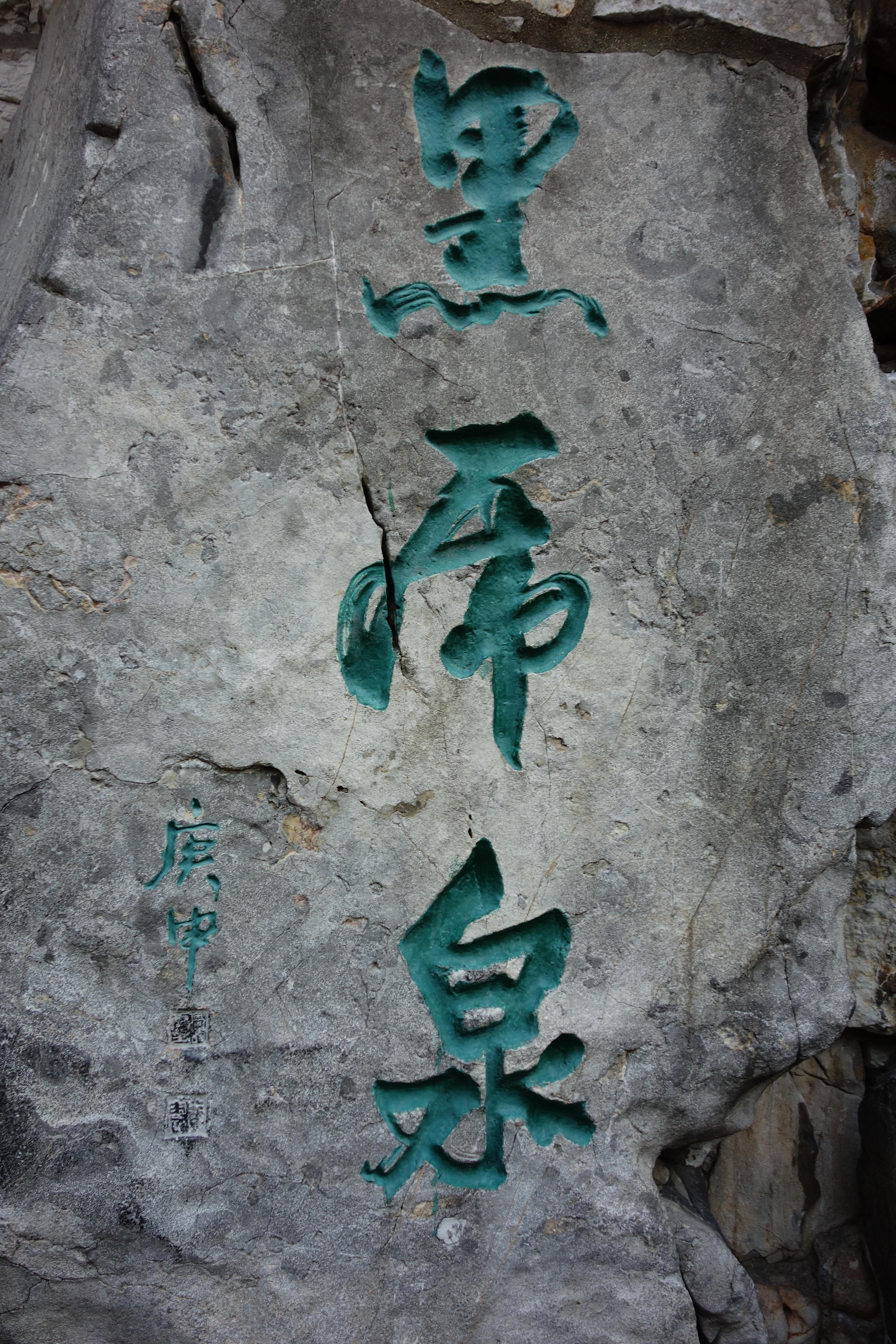
黑乕泉题字，中间的“乕”字是“虎”的异体字